# Distretto di Kolubara
Il distretto di Kolubara  (in serbo Колубарски округ?, Kolubarski okrug) è un distretto della Serbia centrale.

## Comuni
Il distretto si divide in sei comuni:
- Osečina
- Ub
- Lajkovac
- Valjevo
- Mionica
- Ljig